# MK2 Bibliothèque
Le MK2 Bibliothèque est un multiplexe cinématographique du groupe MK2, situé avenue de France dans le 13e arrondissement de Paris en France. Il compte 20 salles et 3 500 fauteuils.

## Historique
Le MK2 Bibliothèque a été inauguré le 19 février 2003. Il compte alors 14 salles pour un total de 2 712 fauteuils. Il représente un investissement de 30 millions d'euros pour le groupe MK2. Il s'agit du premier cinéma équipé des fauteuils pour deux avec un accoudoir central rabattable, conçus par le designer Martin Szekely. 
Ce cinéma a été un des éléments importants de l'aménagement et de la revitalisation de la ZAC Paris Rive Gauche. À son ouverture, il est en effet le seul commerce attirant un public, le soir et durant le week-end, dans cette zone essentiellement constituée de bureaux. 
En 2010, il totalise 1 311 000 entrées, ce qui le place en troisième position des cinémas parisiens en termes de fréquentation. 
Deux nouvelles salles de 120 fauteuils chacune sont ouvertes le 9 novembre 2011, ce qui porte le complexe à 16 salles et 2 940 fauteuils,. Ces deux salles ont été construites à la place du restaurant Jules et Jim. 
Quatre nouvelles salles d'une capacité totale de 520 fauteuils sont ouvertes le 29 novembre 2013. Elles occupent un espace de 1 000 m2 dans l'enceinte de la bibliothèque François-Mitterrand. Elles sont conçues dans le cadre de la refonte des accès de la bibliothèque avec la création d'une entrée monumentale financée par MK2. Le complexe compte alors 20 salles et près de 3 500 fauteuils.

## Description

### Architecture

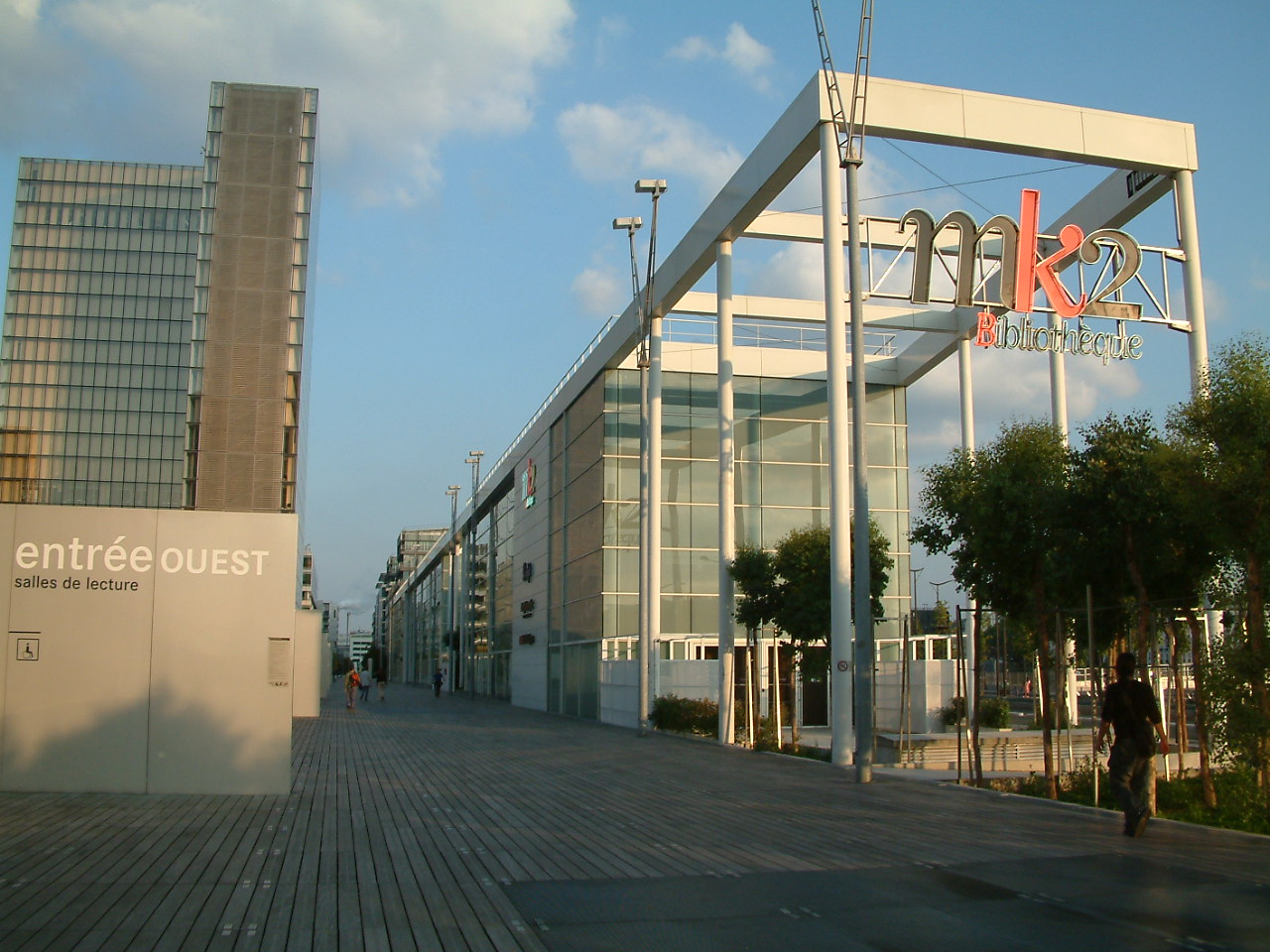
Vue arrière du MK2 Bibliothèque

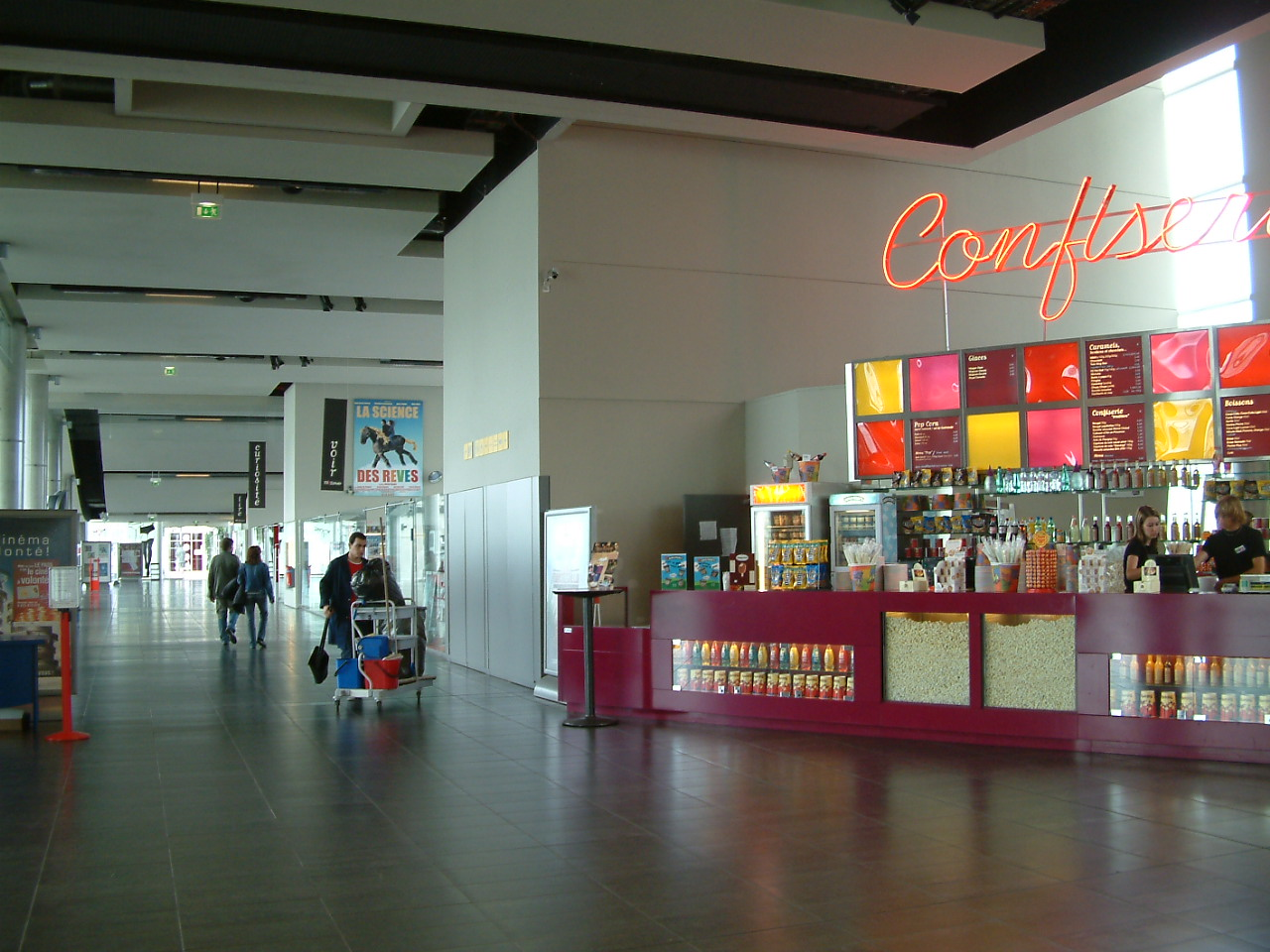
Intérieur du MK2 Bibliothèque, dans l'allée centrale

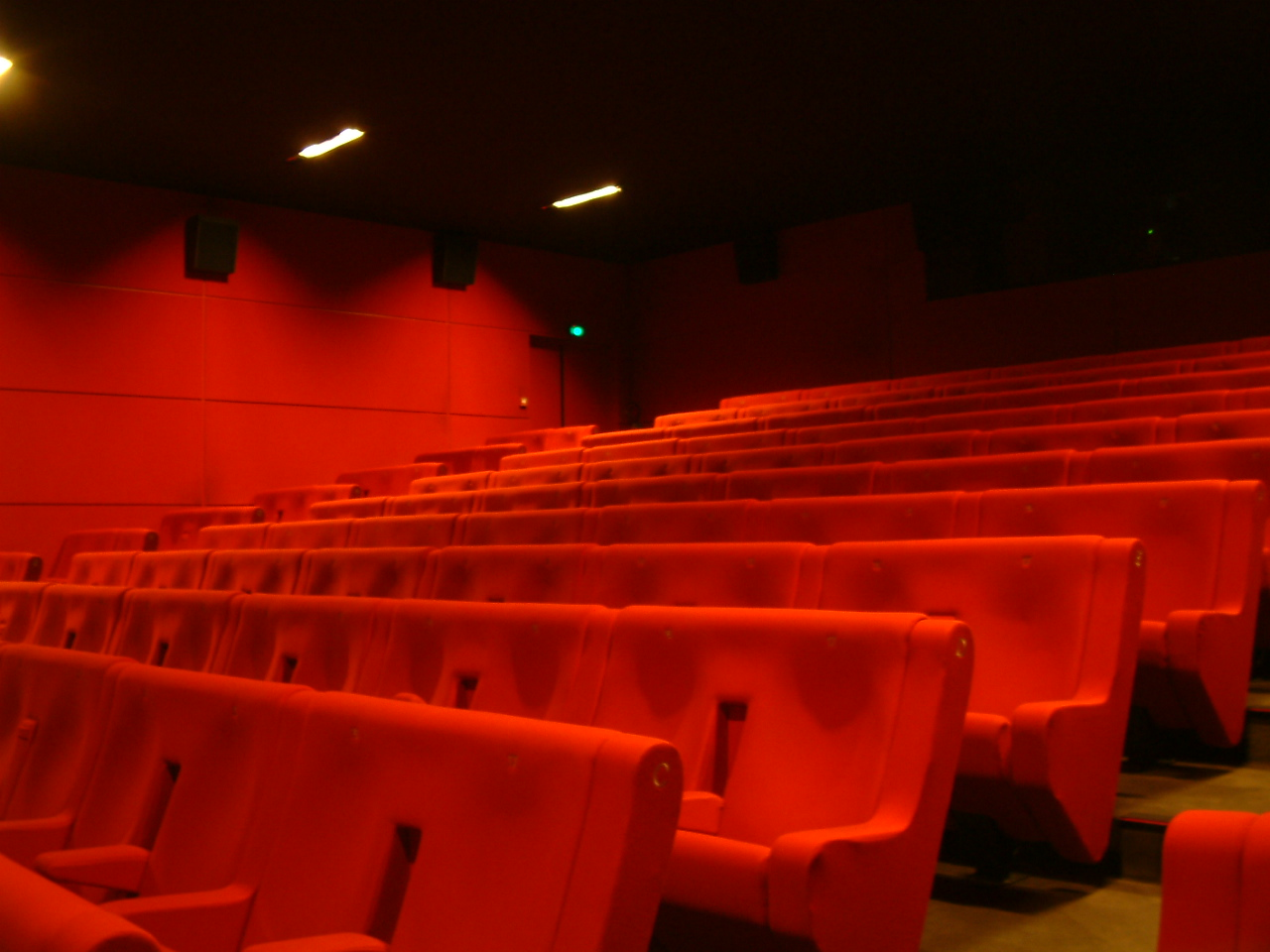
Intérieur d'une salle avec ses banquettes à deux places

Le bâtiment principal du MK2 Bibliothèque est situé sur un terrain triangulaire tout en longueur (plus de 300 m de long sur 30 m de large), entre la bibliothèque François-Mitterrand (qui a donné son nom au site) et les rails de la gare de Paris-Austerlitz. Le cinéma est construit au dessus des voies ferrées, ce qui a nécessité une isolation très technique. Il a été conçu par les architectes Jean-Michel Wilmotte, Véronique Kirchner et Serge Barbet. Il a été aménagé avec de nombreux artistes et designers, ainsi que des galeries de la rue Louise Weiss :
- Martin Szekely a créé le fauteuil pour deux (Love Seat) pour ce cinéma ;
- Jacques Bobroff a conçu l'éclairage ;
- Martial Raysse a réalisé une œuvre en néon en 2013, situé dans le foyer, Relebainturc, inspiré du Le Bain turc, de Jean-Auguste-Dominique Ingres[9] ;
- Emmanuelle Mafille a réalisé les autocollants sur verre sur la façade arrière du cinéma ;
- Sonia Rykiel a dessiné les assiettes du restaurant ;
- Tsé Tsé a aménagé la boutique.

La bâtiment s'articule autour d'une large allée centrale qui traverse tout le rez-de-chaussée. Les deux plus grandes salles, ainsi que les deux ouvertes en 2011, sont situées en hauteur. Les autres salles sont en sous-sol.
L'extension ouverte en 2013 est située sous le parvis de la bibliothèque François-Mitterrand. Son entrée monumentale a été conçue par l'architecte Dominique Perrault. Le hall du complexe présente un diptyque en néon du peintre français Martial Raysse, intitulé ReLeBainTurc.

### Salles
Le multiplexe compte 20 salles :
- à l'étage du bâtiment principal : 4 salles (A, B, C et D) de 592, 316, 120 et 120 fauteuils ;
- au sous-sol du bâtiment principal : 12 salles (1 à 12) de 85, 97, 102, 107, 117, 121, 138, 151, 192, 229, 231, 236 fauteuils ;
- dans l'extension de la bibliothèque : 4 salles de 150, 150, 110 et 110 fauteuils[10].

La plus grande salle (592 places) a un écran de 19 m × 8,26 m. La seconde (316 places) a un écran de 12 m × 5,21 m et la troisième (236 places) de 10,5 m × 4,56 m.

## Accès
Ce site est desservi par les stations de métro Bibliothèque François-Mitterrand et Quai de la Gare.